# IBIS-2
IBIS-2 é um simulador computadorizado dos ecossistemas terrestres da Terra. É a segunda versão do modelo de superfície terrestre Integrated Biosphere Simulator (IBIS) que inclui importantes melhorias ao modelo protótipo desenvolvido por Foley et al. [1996].
Desenvolvido por cientistas no SAGE (Center for Sustainability and the Global Environment), o IBIS foi projetado para ligar explicitamente processos de superfície terrestre e hidrológicos, ciclos biogeoquímicos terrestres, e dinâmica da vegetação em um único framework fisicamente consistente [Kucharik et al. 2000]. O modelo considera mudanças transientes na composição e estrutura da vegetação em resposta a mudanças no meio ambiente e é, portanto, classificado como um Modelo de Vegetação Global Dinâmica (DGVM, do inglês Dynamic Global Vegetation Model) [Steffeen et al. 1992; Walker, 1994; W. Cramer et al., Dynamic responses of global terrestrial vegetation changes in CO2 and climate, submitted to Global Change Biology, 1999]. Esta nova versão do IBIS possui representações aperfeiçoadas da física da superfície, fisiologia das plantas, fenologia do dossel, diferenças de tipos funcionais de plantas (PFTs, do inglês Plant Functional Type), e alocação de carbono. Além do mais, o IBIS-2inclui um novo sub-modelo de biogeoquímica do subsolo, que é acoplado a produção de detritos. Todos os processos são organizados em um framework hierárquico, e operam em diferentes intervalos de tempo, variando de 60 minutos a 1 ano. Tal abordagem permite o acoplamento explícito entre processos ecológicos, biofísicos e fisiológicos ocorrendo em diferentes escalas de tempo.

## Estrutura do IBIS
O módulo de superfície terrestre é baseado no pacote de modelo de transferência de superfície terrestre (LSX) de Thompson and Pollard [1995a,b], e simula o balanço de energia, água, carbono e momentum do sistema solo-vegetação-atmosfera. O modelo representa dois dosséis (e.g árvores versus arbustos e gramíneas), oito camadas de solo e três camadas de neve (quando necessário).
O esquema de transferência radiativa solar do IBIS-2 foi simplificado em comparação com o LSX e o IBIS-1; frações ensolaradas e sombreadas dos dosséis não são mais tratadas separadamente. O modelo agora segue a abordagem de Sellers et al. [1986] e Bonan [1995]. Radiação infravermelha é simulada como se cada camada de vegetação fosse um plano semi-transparente; a emissividade do dossel depende da densidade da folhagem.
Outra diferença entre o IBIS-2 e o IBIS-1 e LSX é que o IBIS-2 usa uma função linear empírica da velocidade do vento para estimar transferências turbulentas entre a superfície do solo e o dossel inferior. O IBIS-1 e o LSX usam um perfil do vento logarítimico.
A evapotranspiração total da superfície terrestre é tratada como a soma de três fluxos de vapor d água: evaporação da superfície do solo, evaporação da água interceptada pelos dosséis da vegetação e transpiração do dossel.
O IBIS simula as variações de calor e umidade no solo. As oito camadas de solo são descritas em termos de temperatura do solo, volume de água e quantidade de gelo [Pollard and Thompson, 1995; Foley et al. 1996]. Todos os processos ocorrendo no solo são influenciados pela textura do solo e quantidade de matéria orgânica nele.
Uma diferença dos processos fisiológicos da versão anterior do modelo é que o IBIS-1 calcula a capacidade de Rubisco máxima (Vm) otimizando a assimilação líquida de carbono pela folha [Haxeltine and Prentice, 1996]. IBIS-2 determina valores constantes de Vm para os tipos funcionais de plantas.

## Biogeoquímica do solo
Na versão origina do IBIS [Foley et al. 1996] não havia um modelo de biogeoquímica de subsolo para o fluxo completo de carbono entre a vegetação, detritos e reservatórios e matéria orgânica no solo. O IBIS-2 inclui um novo módulo de biogeoquímica do solo [Kucharik et al., submitted manuscript, 1999].